# Бай Юймін
Бай Юймін (10 січня 2007 ) — китайський стрибун у воду, чемпіон світу.